# Anja Krüger
Anja Krüger, född 20 mars 1964 i Östberlin, är en tysk före detta handbollsspelare.Hon spelade som mittsexa.

## Karriär
Anja Krüger började spela handboll 1982 samtidigt som hon började sina idrottsstudier. Hon spelade i Oberliga, Östtysklands  högsta division för SC Leipzig. Med klubben blev hon nationsmästare 1988 och hon vann även titeln sista säsongen som Oberliga spelades 1991.
Med Östtysklands damlandslag i handboll spelade hon 97 landskamper.  Hon spelade vid världsmästerskapet i handboll för damer 1990 i Sydkorea. Östtyskland slutade trea i sin sista turnering. Anja Krüger valdes som mittsexa i All star team 1990. Efter återföreningen spelade hon 39 matcher för Tysklands damlandslag i handboll och deltog för laget i de olympiska sommarspelen 1992, där laget slutade på fjärde plats efter förlust i bronsmatchen mot OSS.